# Хаджизаде, Амир-Али
Ами́р-Али́ Хаджизаде́ (перс. امیرعلی حاجی‌زاده‎; 28 февраля 1962, Тегеран — 13 июня 2025, Тегеран) — иранский военачальник, бригадный генерал.
Командующий ВВС и Военно-космическими войсками КСИР. Назначен на эту должность в октябре 2009 года указом аятоллы Али Хаменеи.
10 марта 2016 года Хаджизаде сделал заявление, что ВКС КСИР располагают ракетами, способными поразить Израиль.
С 2022 года из-за поставок БПЛА в Россию для их использования в агрессивной войне против Украины находился под санкциями стран Евросоюза, США, Канады, Великобритании, Швейцарии, Украины и Австралии.
Убит 13 июня 2025 года во время ракетного удара Израиля по Ирану в рамках операции по устранению ядерной угрозы.